# Vastinginjärvi
Vastinginjärvi är en sjö i kommunen Karstula i landskapet Mellersta Finland i Finland. Sjön ligger 164,1 meter över havet. Den är 4,4 meter djup. Arean är 89 hektar och strandlinjen är 8,53 kilometer lång. Sjön  ingår i Kymmene älvs huvudavrinningsområde.   Den ligger omkring 83 kilometer norr om Jyväskylä och omkring 310 kilometer norr om Helsingfors. 
I sjön finns några öar, de största är Salmensaari (2 hektar, till stor del myr) och Isosaari (0,3 hektar).